# Ambohimalaza (Sambava)
Pour les articles homonymes, voir Ambohimalaza.
Ambohimalaza est une commune rurale malgache, située dans la partie centrale de la région de Sava à environ 25 km de Sambava en direction de Andapa.

## Démographie

### Agriculture
Commune rurale, peuplée de paysans qui cultivent essentiellement le riz pour subvenir à leurs besoins personnels. Production de vanille.